# Aalt Westerman
Aalt Westerman (Nieuwleusen, 28 juni 1946) is een Nederlandse streektaalzanger en entertainer.

## Biografie
Westerman is geboren en getogen in Nieuwleusen. Hij kreeg muzikale scholing in zijn jeugd als onder meer hoornist bij het plaatselijke muziekkorps. Tijdens zijn middelbareschoolperiode op de toenmalige LTS in Zwolle speelde hij gitaar. Daarna in 1962 richtte hij met andere muzikanten de regionale beatband The Keystones op waarmee door regio en provincie werd getoerd. Later richtte hij de band de Yellow Stars op die tot 2006 zou optreden. Pas later in zijn loopbaan ging hij solo optreden in zijn streektaal, het Nedersaksisch van Nieuwleusen, als zanger waarmee hij grotere bekendheid verwierf.
Westerman is in 2014 met behulp van voorkeurstemmen in de gemeenteraad van Dalfsen gekozen voor de fractie Gemeentebelangen Dalfsen.

## Carrière
Westerman heeft verscheidene nummers opgenomen en verschillende cd's uitgegeven. "Mien Streek Taal" is een van zijn cd's. Enkele bekende nummers van hem zijn Dan wo'j 50 joar en Als je opa en oma wordt. Hij zingt in het Nieuwleusens Nedersaksisch dialect.

## Discografie

### Albums
| Album met eventuele hitnotering(en) in de Nederlandse Album Top 100 | Datum van verschijnen | Datum van binnenkomst | Hoogste positie | Aantal weken | Opmerkingen |
| ------------------------------------------------------------------- | --------------------- | --------------------- | --------------- | ------------ | ----------- |
| A'j geluk hebt …                                                    | 1997                  | -                     |                 |              |             |
| Mien streek ...taal                                                 | 2002                  | -                     |                 |              |             |
| Zingt oaver                                                         | 2003                  | -                     |                 |              |             |
| Luuster mar ies                                                     | 2006                  | -                     |                 |              |             |
| Herinneringen                                                       | 2023                  | -                     |                 |              |             |

### Singles
| Single met eventuele hitnotering(en) in de Nederlandse Top 40 | Datum van verschijnen | Datum van binnenkomst | Hoogste positie | Aantal weken | Opmerkingen |
| ------------------------------------------------------------- | --------------------- | --------------------- | --------------- | ------------ | ----------- |
| Als je opa en oma wordt                                       | 1997                  | -                     |                 |              |             |

### Dvd's
| Dvd met eventuele hitnoteringen in de Nederlandse DVD Music Top 30 | Datum van verschijnen | Datum van binnenkomst | Hoogste positie | Aantal weken | Opmerkingen |
| ------------------------------------------------------------------ | --------------------- | --------------------- | --------------- | ------------ | ----------- |
| Mooi Oaveriessel                                                   | 2006                  | -                     |                 |              |             |
| Mooi Natuurlijk                                                    | 2010                  | -                     |                 |              |             |

## Privé
Westerman is getrouwd, is woonachtig in Nieuwleusen en heeft kinderen en kleinkinderen.